# Волё-Нтем
Волё-Нтем (фр. Woleu-Ntem) — провинция на севере Габона. Административный центр — город Оем.

## География
Площадь составляет 38 465 км².
Граничит на юго-востоке с провинцией Огове-Ивиндо, на юге с провинцией Среднее Огове, на юго-западе с провинцией Эстуарий, на севере с Камеруном, на западе с Экваториальной Гвинеей, на востоке с Республикой Конго.

## История
С конца XIX века и до 1912 года территория провинции Волё-Нтем принадлежала Франции. В 1911 году, после Агадирского кризиса, по соглашению «Марокко-Камерун», Волё-Нтем была передана Германии и вошла в состав германской колонии Камерун. После окончания Первой мировой войны провинция вновь вошла в состав Французской Экваториальной Африки.

## Население
По данным на 2013 год численность населения составляет 154 986 человека.
Динамика численности населения провинции по годам:
| 1993   | 2013    |
| ------ | ------- |
| 97 271 | 154 986 |

## Департаменты
Провинция делится на 5 департаментов:

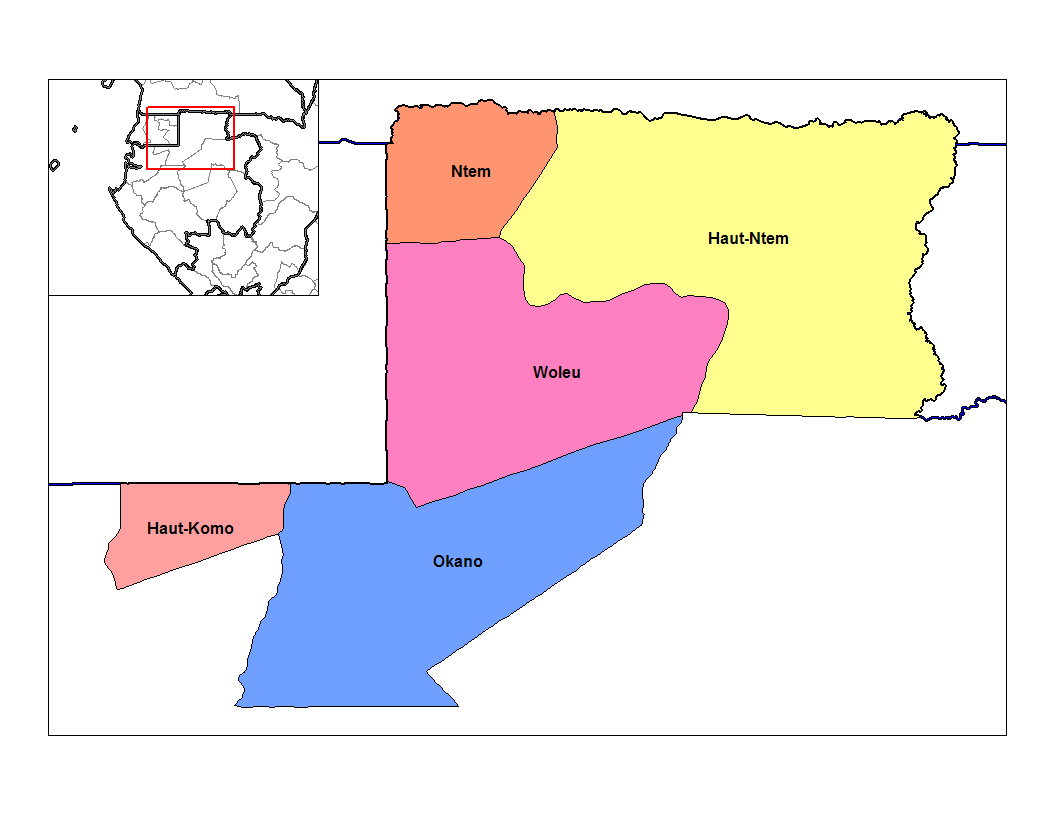
Департаменты Волё-Нтем

- Верхнее Комо (адм. центр — Медуне) (Haut-Komo)
- Верхний Нтем (адм. центр — Минвуль) (Haut-Ntem)
- Волё (адм. центр — Оем) (Woleu)
- Окано (адм. центр — Мицик) (Okano)
- Нтем (адм. центр — Битам) (Ntem)